# Championnat d'Afrique de rugby à sept
Ne doit pas être confondu avec Championnat d'Afrique féminin de rugby à sept.
Le championnat d'Afrique de rugby à sept est une compétition annuelle organisée par Rugby Afrique où s'affrontent les équipes nationales africaines de rugby à sept.
La compétition permet de se qualifier pour les principales compétitions de rugby à sept, les Jeux olympiques et la Coupe du monde.

## Historique
La première édition de la compétition se déroule en 2000 en tant que tournoi de qualification pour la coupe du monde pour la zone Afrique. Le tournoi se dispute alors tous les quatre ans.
Depuis 2013, la compétition est disputée annuellement. L'édition 2015 rentre dans le processus de qualification pour le premier tournoi olympique de la discipline.

## Palmarès
| Éditions                                              | Lieu          | Vainqueur      | Score      | Finaliste      |
| ----------------------------------------------------- | ------------- | -------------- | ---------- | -------------- |
| African Sevens (qualification pour la coupe du monde) |               |                |            |                |
| 2000                                                  | Nairobi       | Zimbabwe       | 26–14      | Kenya          |
| 2004                                                  | Lusaka        | Kenya          | 33–14      | Namibie        |
| 2008                                                  | Tunis         | Kenya          | 26–14      | Zimbabwe       |
| 2012                                                  | Rabat         | Zimbabwe       | 33–10      | Tunisie        |
| Africa Cup Sevens                                     |               |                |            |                |
| 2013                                                  | Mombasa       | Kenya          | 24–19      | Zimbabwe       |
| 2014                                                  | Harare        | Afrique du Sud | 38–5       | Kenya          |
| 2015                                                  | Johannesbourg | Kenya          | 19–17      | Zimbabwe       |
| 2016                                                  | Nairobi       | Ouganda        | 38–19      | Namibie        |
| 2017                                                  | Kampala       | Ouganda        | 10–7       | Zimbabwe       |
| Africa Men's Sevens                                   |               |                |            |                |
| 2018                                                  | Monastir      | Zimbabwe       | 17–5       | Kenya          |
| 2019                                                  | Brakpan       | Kenya          | 29–0       | Ouganda        |
| 2022                                                  | Kampala       | Ouganda        | 28–0       | Zimbabwe       |
| 2023                                                  | Harare        | Kenya          | 17–12      | Afrique du Sud |
| 2024                                                  | Mapou         | Ouganda        | classement | Afrique du Sud |
| 2025                                                  | Mapou         | Afrique du Sud | 28-12      | Madagascar     |